# Gurtalen
De Gurtalen zijn een Afrikaanse groep van talen. De verschillende Gurtalen worden door 20.000.000 mensen in West-Afrika gesproken. Grote Gurtalen (meer dan 100.000 sprekers) zijn onder andere Farefare (Ghana), More met ruim zes miljoen sprekers (Centraal Burkina Faso), Dagbani (Ghana), Gurma (Burkina Faso en Togo), Kabre en Tem (beiden in Togo).

## Verspreiding
Gurtalen komen voor in het westen van Afrika; namelijk in het noorden van Ivoorkust, Ghana, Togo en Benin en in het grootste deel van Burkina Faso. Dit gebied was lange tijd door een tropisch regenwoud afgesloten van de zuidelijke kuststrook waar 18e-eeuwse Europese handelaren nederzettingen stichtten. Ook in het Noorden was dit gebied afgesloten van de Sahara handelsroutes door de grote staten als Mali. Vanwege deze afsluiting bleven de Gurtalen lange tijd onbekend voor de buitenwereld. Tot op heden is er nog maar een gering aantal publicaties over de Gur talen verschenen.

## Classificatie
De Gurtalen vallen onder de Niger-Congotalen. De Niger-Congotalen vormen de grootste taalfamilie van Afrika. Deze familie bestaat uit 1514 verschillende talen die nog verder onderverdeeld zijn. Om precies te zijn, kunnen Gurtalen worden geclassificeerd als Niger-Congo, Atlantische Congo, Volta Congo talen.
Van de bijna 100 Gurtalen zijn er 69 Centrale Gurtalen en 15 Senufo talen. Deze worden verder onderverdeeld in de onderstaande groepen (een verder onderverdeling is mogelijk maar in dit artikel niet noodzakelijk):
Centrale Gurtalen
- Noordelijk
  - Oti-Volta
    - Buli/Konni
    - Oostelijk
    - Westelijk
    - Gurma
    - Yom/Nawdm

  - Bwamu
  - Kurumfe
- Zuidelijk
  - Grusi
    - Oostelijk
    - Noordelijk
    - Westelijk

  - Kirma/Tyurama
  - Dyan, Gan, Dogoso

Senufo talen
- Senari
- Suppire
- Tagbana
- Karaboro
- Kpalaga
- Tyeliri
- Nafaanra

De plaatsing van de Senufotalen binnen Gur wordt overigens niet alom geaccepteerd; sommige taalkundigen zijn van mening dat ze zo verschillen van de overige Gurtalen dat ze niet tot de groep behoren (Naden 1989, Williamson & Blench 2000).

## Fonologische eigenschappen
Een eerste eigenschap van de Gurtalen is dat er lettergrepen voorkomen die als een nasale klank worden uitgesproken. Deze klanken worden gemaakt door de luchtstroom (gedeeltelijk) door de neus naar buiten te laten komen.
Een tweede eigenschap is de aanwezigheid van een klassesysteem voor de zelfstandige naamwoorden. Dit houdt in dat elke zelfstandig naamwoord tot een bepaalde klasse behoort. Alle woorden uit een klasse hebben dezelfde voorvoegsels en de rest van de zin past zich daar ook aan aan. Een andere eigenschap is het verschil tussen de onvoltooide en voltooide tijd van een werkwoord.
Gurtalen zijn ook tonaal. Toon in Gurtalen heeft een overwegend grammaticale functie en dient in mindere mate om woorden van elkaar te onderscheiden. De meeste Gurtalen hebben een twee-tonen systeem met downstep (een fonetische verlaging die optreedt tussen twee dezelfde tonen), maar de Senufo subgroep heeft een systeem met drie tonen (Hoog, Mid, en Laag).